# The Builders and the Butchers
The Builders and the Butchers ist eine 2005 gegründete Folk-Rock Gruppe aus Portland (Oregon), USA.
Ihr Musikstil wird als eine Mischung aus Folk, Rock, Blues, Bluegrass und Soul, unterlegt mit finsteren Texten, beschrieben. Das Debüt hatte die Band mit dem 2007 bei Bladen County Records erschienenen Album The Builders And The Butchers.

## Geschichte
The Builders and the Butchers wurden im Jahre 2005 von Ryan Sollee (Gesang, Gitarre), Alex Ellis (Bass), Harvey Tumbleson (Mandoline) und Paul Seedy (Schlagzeug) gegründet. Sie waren zunächst als Funeral Band auf den Straßen von Portland unterwegs. Nach dem Weggang von Alex Ellis und dem Einstieg von Brandon Hafer (Schlagzeug, Trompete) sowie Ray Rude (Perkussionen, Klavier) nun zum Quintett angewachsen, benannten sie sich in The Builders and the Butchers um. Ihre ersten Konzerte gaben sie in Portland im Mississippi Pizza and Valentines Pub. 2007 veröffentlichten sie mit The Builders and Butchers ihr Debütalbum. Sie erlangten mit ihrem ersten Album und ihren zahlreichen Liveauftritten immer mehr regionale Bekanntheit und wurden im Zuge dessen 2008 von der Willamette Week’s zur Best New Band of 2008 und von Seattle Sound’s zu den Best Live Performers 2008 gekürt. 2009 erschien von Chris Funk (The Decemberists) produzierte Album Salvation Is a Deep Dark Well. Ein Jahr später unterschrieben The Builders and the Butchers einen Vertrag bei dem Label Badman Recordings und veröffentlichten dort 2011 ihr drittes Studioalbum mit dem Titel Dead Reckoning. Mit Western Medicine erschien 2013 ihr viertes Album.
Eine Besonderheit von The Builder und the Butchers ist die etwas unorthodoxe Aufteilung des Schlagzeuges auf Ray Rude und Justin Baier (früher Paul Seedy). Hierbei spielt einer die Kick- und der andere die Snaredrum.
Die Band tourt regelmäßig auch in Deutschland. 2023 gab sie zehn Konzerte von Hamburg bis München und eines in der Schweiz.

## Diskografie

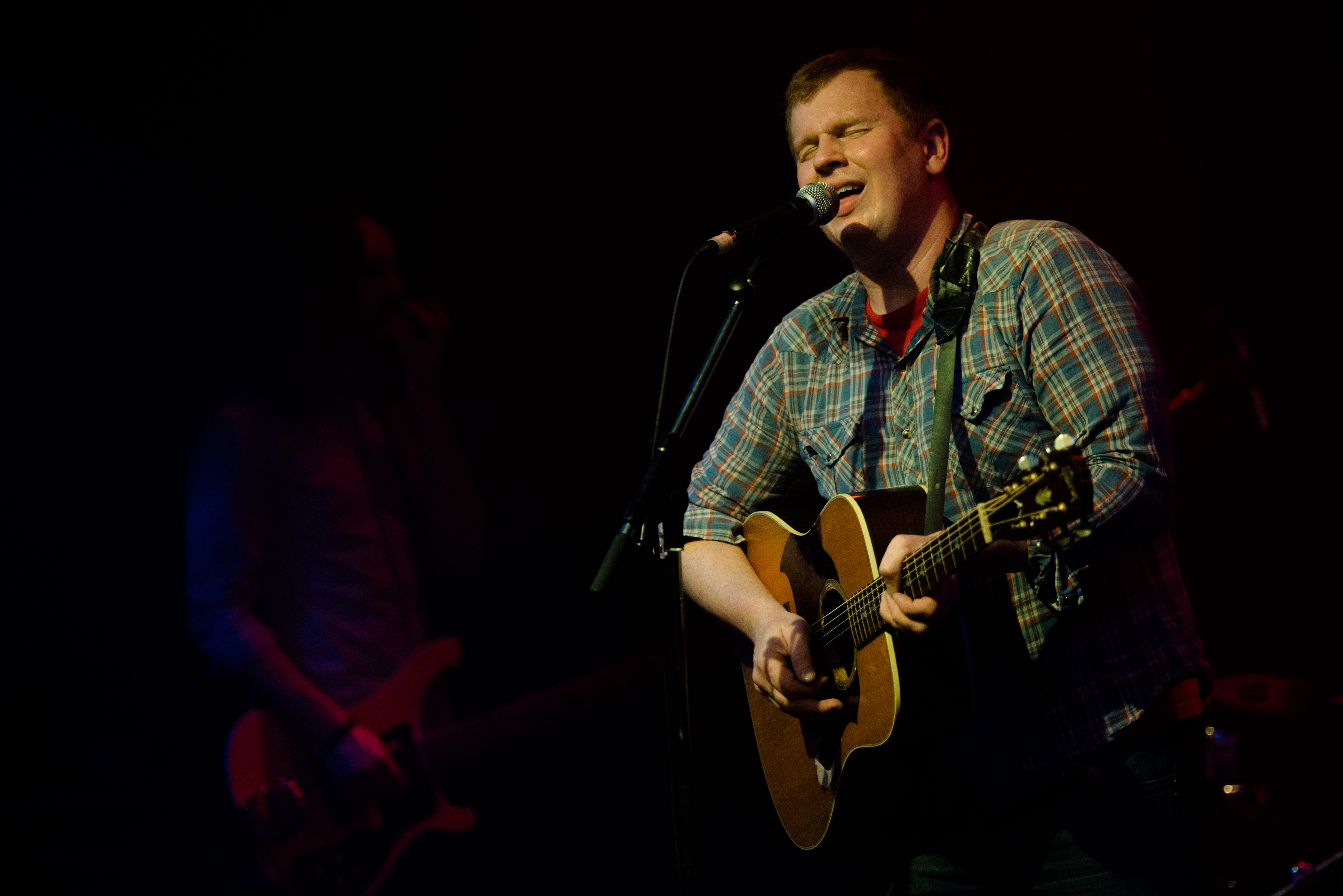
Ryan Sollee, Kranhalle 2014 in München

### Alben
- The Builders and The Butchers (2007; Bladen County Records)
- Loch Lomond / The Builders And The Butchers (2007; Bladen County Records / Song, By Toad Records), 12"-Split
- Salvation Is A Deep Dark Well (2009; Gigantic Music)
- Where The Roots All Grow (2010; Self Release), Live-Album
- Dead Reckoning (2010; Badman Recording Co.)
- Western Medicine (2013; Badman Recording Co.)
- The Spark (2017; Badman Recording Co.)
- Hell & High Water (2022; Badman Recording Co.)

### Single
- Daytrotter Session (2009)
- Murder by Death / The Builders and the Butchers (2011), 7"-Split